# Herstory
Pour les articles homonymes, voir Her Story.

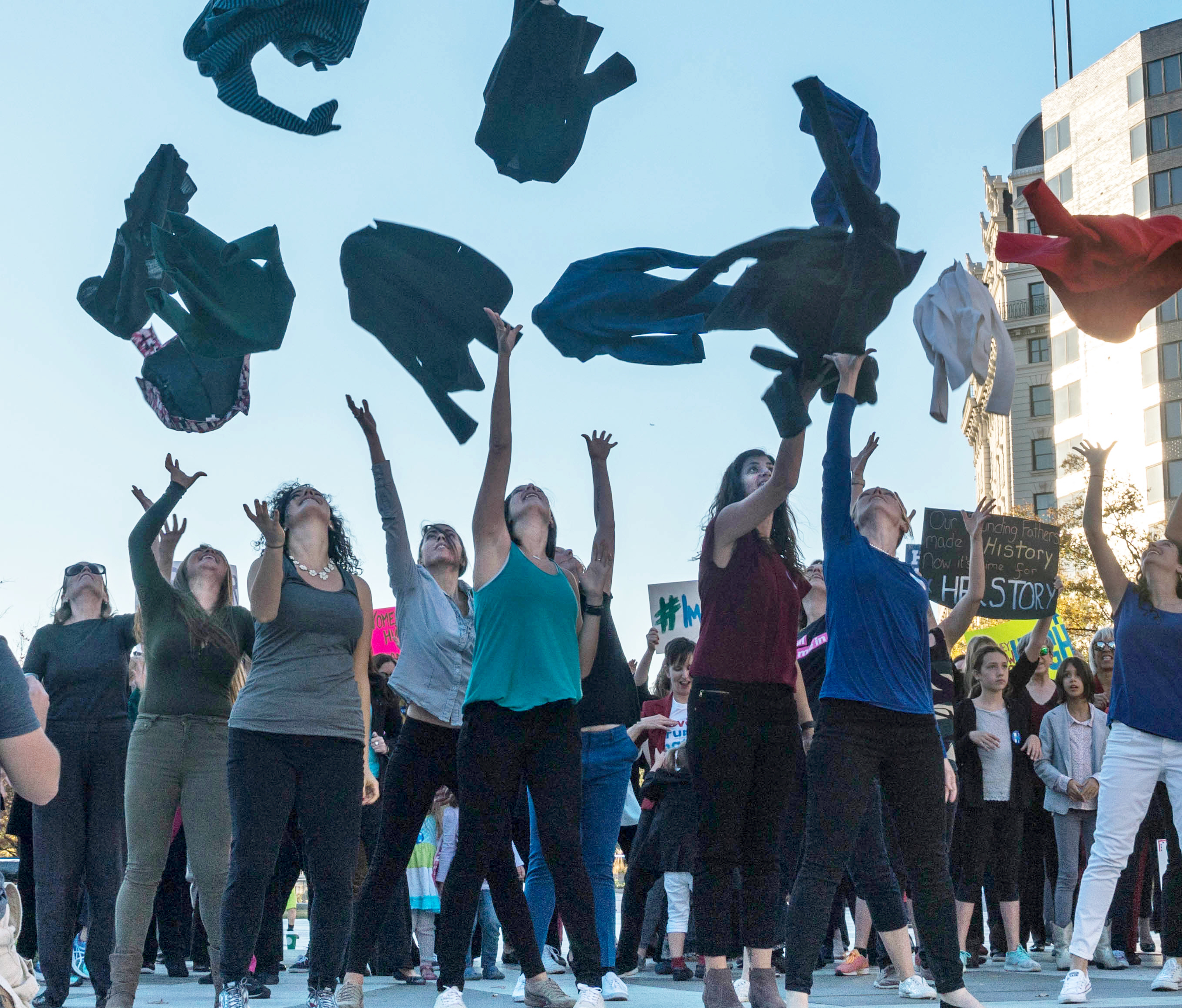
Réunion le 4 novembre 2016, de femmes à Washington, DC, pour célébrer la première femme candidate à la présidence, Hillary Clinton.

Le mot herstory désigne une manière d'écrire l'histoire selon un point de vue féministe. Le terme est un jeu de mots en anglais, intraduisible en français, construit à partir de her, possessif féminin anglais qui s'oppose à his, possessif masculin, et le nom history qui signifie histoire. L'objectif de l'herstory est de proposer une vision du passé qui met en avant le rôle des femmes alors que l'histoire telle qu'on la trouve habituellement dans les ouvrages reflète le plus souvent un point de vue masculin (his-story).

## Origine
Selon Robin Morgan, le mot herstory aurait pour origine un article écrit par elle, Goodbye to All That, au début des années 1970, dans le premier numéro du journal underground Rat.
En 1976, Casey Miller et Kate Swift écrivent dans Words & Women que les femmes qui utilisent le terme herstory ont pour but de mettre en valeur les vies et les actes des femmes qui ont été négligées dans l'histoire. Cette idée persiste durant la deuxième vague féministe.

## Critique
Christina Hoff Sommers a critiqué le concept de herstory, dans son ouvrage Who Stole Feminism ? publié en 1994. Selon elle, les personnes qui se réclament de cette pensée mêlent l'idéologie à l'éducation aux dépens du savoir.
Devoney Looser, quant à elle, regrette que ce concept rejette dans l'ombre des historiennes qui ont vécu avant le XXe siècle.